# Partido Democrático de Seychelles
El Partido Democrático de Seychelles (en inglés: Democratic Party of Seychelles), abreviado como SDP, es un partido político seychellense de ideología conservadora fundado en 1964 por James Mancham, quien fuera primer jefe de gobierno democráticamente electo y, tras la independencia en 1976, primer presidente de la República de Seychelles. La formación se constituyó sobre una base colonialista, favoreciendo la continuidad de Seychelles como un dominio británico y en contraposición a la independencia, postura defendida por el socialista Partido Unido del Pueblo de Seychelles (SPUP), de France-Albert René.
Con una plataforma conservadora y monarquista, el SDP ganó las elecciones parlamentarias bajo sufragio universal de 1967, 1970 y Elecciones parlamentarias de Seychelles de 1974, y condujo el ejecutivo del país entre 1970 y 1977, con la institución progresiva del autogobierno de la colonia. Asumiendo la independencia seychellense como inevitable, el partido adquirió una postura independentista durante los primeros años de la década de 1970 y propuso el establecimiento de Seychelles como un Reino de la Mancomunidad de Naciones, con Isabel II del Reino Unido como jefa de estado. Después de numerosas discusiones con el SPUP, ambos partidos acordaron establecer a Seychelles como una república parlamentaria bajo un gobierno de coalición, con Mancham como presidente y René como primer ministro. La coalición duró desde la independencia el 29 de junio de 1976 hasta el 5 de junio de 1977, cuando un golpe de Estado realizado por el SPUP derrocó a Mancham del poder e instauró una dictadura militar encabezada por René. En 1978, el país se convirtió en un estado de partido único, siendo disuelto el SDP.
El partido se volvió a fundar en 1992, luego de que el gobierno de René accediera a retornar al multipartidismo, y se ubicó en segundo puesto en las elecciones constituyentes de 1992, y en las presidenciales y parlamentarias de 1993, con Mancham como candidato presidencial. El partido fue la principal oposición al gobierno de René desde entonces hasta 1998, cuando Mancham resultó nuevamente derrotado y se ubicó en tercer puesto detrás de René y Wavel Ramkalawan, fundador del Partido Nacional de Seychelles. En 2002 perdió todos sus escaños parlamentarios. Sobrevivió durante la década siguiente como un partido subsidiario del SNP, logrando con su apoyo retornar a la Asamblea Nacional con un escaño en 2007.
En 2011 buscó refundarse bajo el nombre de Nuevo Partido Democrático (en inglés: New Democratic Party) y presentó a Ralph Volcere como candidato presidencial, ubicándose en último lugar. Se cambió nuevamente el nombre a Partido Unido de Seychelles, que ostenta actualmente, y apoyó la candidatura de Ramkalawan en 2015 y 2020, como parte de la Unión Democrática Seychellense (LDS), logrando la victoria en los últimos comicios.